# Achille Occhetto
Achille Occhetto (ur. 3 marca 1936 w Turynie) – włoski polityk, długoletni parlamentarzysta, ostatni sekretarz generalny Włoskiej Partii Komunistycznej.

## Życiorys
W 1953 ukończył liceum klasyczne, po czym zaangażował się w działalność polityczną. Od 1963 do 1966 był pierwszym sekretarzem Federacji Młodzieży Komunistycznej, następnie pełnił funkcję sekretarza regionalnego Włoskiej Partii Komunistycznej (PCI) na Sycylii. Od 1971 był radnym Palermo.
W 1976 po raz pierwszy zasiadł w Izbie Deputowanych, posłem do niższej izby włoskiego parlamentu był nieprzerwanie przez 25 lat (w ramach VII, VIII, IX, X, XI, XII i XIII kadencji). Od 1989 do 1998 jednocześnie był deputowanym do Parlamentu Europejskiego.
W 1986 powołany na koordynatora krajowego PCI, w czerwcu 1988 został sekretarzem generalnym komunistów, ugrupowania stanowiącego jedną z głównych sił politycznych w kraju, lecz izolowanego z uwagi na jego skrajny program. Zachodzące poza granicami Włoch zmiany polityczne (w szczególności rozpad ZSRR) wymusił dokonanie zmian organizacyjnych. Achille Occhetto doprowadził do rozwiązania PCI w lutym 1991 i powołania na jej podstawie bardziej umiarkowanej Demokratycznej Partii Lewicy. Przez kolejne trzy lata był sekretarzem generalnym nowej formacji.
Przed wyborami parlamentarnymi w 1994, przypadającymi w okresie serii afer korupcyjnych (tzw. Tangentopoli), która doprowadziła do rozpadu większości rządzących ugrupowań, Achille Occhetto stanął na czele koalicji Alleanza dei Progressisti, skupiającej partie komunistyczne, socjalistyczne i ekologiczne. Blok ten przegrał jednak z sojuszem partii zorganizowanym przez Silvia Berlusconiego.
Achille Occhetto pozostał deputowanym do 2001, następnie przez pięć lat zasiadał w Senacie XIV kadencji. Przed wyborami do Europarlamentu w 2004 sprzymierzył się z Antonio Di Pietro. Mandat europosła objął w 2006, utracił jednak mandat w PE po niespełna roku. W 2009 wsparł ugrupowanie Lewica i Wolność.